# Tabuaeran
Tabuaeran, també coneguda com a illa Fanning, és un atol que forma part de les illes de la Línia de l'oceà Pacífic del país de Kiribati. La superfície terrestre és de 33,73 quilòmetres quadrats, i la població el 2015 era de 2.315 habitants. L'elevació màxima és d'uns 3 m per sobre de la marea alta.
La llacuna té una superfície de 110 quilòmetres quadrats. L'aigua més profunda de la llacuna és d'uns 15 metres, però la major part és molt poc profunda.

## Història
Tabuaeran va ser habitada inicialment per polinesis. L'evidència arqueològica apunta a un únic gran poble que es va mantenir durant diversos centenars d'anys al costat oest de l'atol amb altres llocs de producció i agricultura dispersos per tot l'atol. Les dates radiomètriques van des del 1100 dC fins al 1425 dC. És probable que hi hagi hagut un hàbitat continu, ja que les capes culturals estratigràfiques són ininterrompudes i força profundes. Alguns arqueòlegs han argumentat que Tabuaeran i Kiritimati eren una comunitat que vivia en un conjunt d'illes coincidents, ja que, malgrat la seva relativa proximitat, els seus climes i recursos difereixen enormement, cobrint el que d'altra manera seria escassetat de recursos. Tot i que aquesta hipòtesi encara s'està provant, el període d'hàbitat humà en aquestes dues illes coincideix. L'anàlisi geoquímica de les eines de pedra proporciona una finestra clara a les xarxes comercials que existien a tota la Polinèsia i, en el cas de Tabuaeran, es va fer una coincidència positiva amb una pedrera situada a Eiao, Illes Marqueses.
El primer home blanc que va albirar Tabuaeran va ser el capità estatunidenc Edmund Fanning del vaixell americà Betsy l'11 de juny de 1798; d'aquí el seu nom. En aquell moment, l'atol estava deshabitat i, com totes les illes de la Línia, no tenia cap població veritablement nativa. Després de Fanning, va ser visitat per baleners de diverses nacionalitats. El balener Harriet va naufragar allà a finals de 1831 o principis de 1832.
El 1854, el capità Henry English i 150 treballadors de Manihiki s'hi van establir i van començar a produir oli de coco per a l'exportació. Va posar l'illa sota protecció britànica quan el capità W. H. Morshead va arribar al HMS Dido el 16 d'octubre de 1855.
Cap al 1857, en un vaixell balener va desembarcar William Greig, que va dur a terme la plantació de cocoters per ampliar la producció de copra, i que també va començar a plantar cocoters a l'illa Washington. Finalment, els fills de Greig van ser els propietaris de la plantació amb el pare Emmanuel Rougier fins que la van vendre a Fanning Island Limited i va iniciar una plantació de cocos a Kiritimati.
Al dia d'avui, la dieta principal dels habitants és arròs importat i carns en conserva, complementada amb aliments locals: peix i marisc d'escull, babai, coco, porcs, pollastres i algues (limu).
Les principals exportacions són la copra i l'artesania (incloses les closques de cauris, els ganivets de dents de tauró i els segells de Kiribati). Un vaixell de subministrament australià fa escala dues o tres vegades a l'any. El veler Kwai també fa escala a l'illa.
El principal centre de salut es troba a Paelau, a l'oest, amb clíniques addicionals a l'illot de Napari (Napali) al nord i a Kimarimari al sud. Les organitzacions útils que es preocupen per les escoles, les esglésies i les necessitats sanitàries locals són Pacific CARE Missions i Pacific Island Aid.

## Població
El centre administratiu de l'atol és Paelau, al costat oest.
Tabuaeran tenia una població de 1.960 habitants al cens del 2010, principalment colons gilbertanesos portats del principal arxipèlag de Kiribati per Fanning Island Plantations, Ltd., per treballar a la indústria de la copra.
La població va disminuir de 2.539 al cens del 2005 després del tancament de l'escola secundària (des que va ser reoberta), el cessament de les visites de Norwegian Cruise Line (NCL) i la reducció de les operacions d'Atoll Seaweed Company.
| No. | Poble                    | Població (Cens del 2005) | Població (Cens del 2010) | Població (Cens del 2015) |
| --- | ------------------------ | ------------------------ | ------------------------ | ------------------------ |
| 1   | Napari (Napali)          | 194                      | 0                        | 0                        |
| 2   | Tereitaki                | 438                      | 346                      | 505                      |
| 3   | Betania                  | 260                      | 175                      | 203                      |
| 4   | Paelau (Napia)           | 250                      | 200                      | 257                      |
| 5   | Aontenaa (Aontena)       | 177                      | 190                      | 259                      |
| 6   | Terine (Tenenebo)        | 461                      | 453                      | 406                      |
| 7   | Tereitannano (Tereitaki) | 249                      | 168                      | 241                      |
| 8   | Aramari                  | 358                      | 244                      | 274                      |
| 9   | Mwanuku (Manuku o Eten)  | 152                      | 184                      | 170                      |
|     | Tabuaeran                | 2,539                    | 1,960                    | 2,315                    |

## Ecologia
La sobrepesca i la contaminació han afectat l'oceà que envolta l'illa. A l'oceà que envolta les illes deshabitades de les Illes de la Línia Nord, els taurons representaven el 74% de la biomassa dels principals depredadors (329 g m-2) a l'escull Kingman i el 57% a l'atol Palmyra (97 g m-2), mentre que s'ha observat un nombre baix de taurons a Tabuaeran i Kiritimati.

## Creuers
Des del 2010, els creuers Holland America Rotterdam, Westerdam, Eurodam i Volendam han programat visites a Tabuaeran. Seaborne Cruiseline ha programat visites des del 2012. Les visites ajuden l'illa a recuperar els ingressos perduts des que Norwegian Cruise Line va deixar de fer visites setmanals el 2007.
Fins al 2007, els vaixells de NCL amb base a Honolulu visitaven Tabuaeran setmanalment, en part per evitar les taxes portuàries dels EUA per als vaixells amb bandera estrangera. NCL va deixar de visitar-los després d'introduir vaixells amb bandera dels EUA, canviar els horaris dels creuers i eliminar Tabuaeran com a port d'escala.

## Educació
L'illa té tres escoles primàries, una escola secundària de primer cicle i una escola secundària superior, l'escola secundària Meleangi Tabai. El govern ja havia intentat reobrir el campus de l'escola secundària de Kiritimati.